# یوتا واتانابه
یوتا واتانابه (انگلیسی: Yuta Watanabe؛ زادهٔ ۱۳ اکتبر ۱۹۹۴) بازیکن بسکتبال اهل ژاپن است.
وی در مسابقات کشوری و بین‌المللی در مجموع برندهٔ ۱ مدال برنز شده‌است.